# 烽火奇遇結良緣
《烽火奇遇結良緣》（英語：Lady Fan；又名《樊梨花》）是香港電視廣播有限公司製作的古裝商戰恩仇電視劇，全劇共20集，由宣萱及馬德鐘領銜主演，並由石修及江芷妮聯合主演，監製黃偉聲。
此劇曾於2005年12月15日至2006年2月10日及2009年6月12日至8月6日在翡翠台重播。

## 演員表

### 薛家
| 演員   | 角色   | 關係／暱稱 |
| 石 修  | 薛仁貴 | 元帥 柳金花之夫 薛丁山、薛金蓮之父 程咬金好友 樊梨花、陳金定之老爺                                                                          |
| 程可為 | 柳金花 | 薛仁貴之妻 薛丁山、薛金蓮之母 樊梨花、陳金定之奶奶                                                                                          |
| 馬德鐘 | 薛丁山 | 丁山、丁山哥、二路元帥 薛仁貴、柳金花之子 薛金蓮之兄 竇一虎、竇仙童好友 樊梨花、陳金定之夫 因得知樊梨花是番邦而讨厌其后渐渐和樊梨花产生感情 |
| 宣 萱  | 樊梨花 | 梨花、妖女 薛丁山之妻 參見樊家 |
| 江芷妮 | 陳金定 | 薛丁山之初戀後為妾 陳老師义女 楊藩之親妹 於第19集被楊藩殺死                                                                                 |
| 歐倩怡 | 薛金蓮 | 金蓮 薛仁貴、柳金花之女 薛丁山之妹 喜歡薛應龍 討厭樊梨花                                                                                    |

### 樊家
| 演員   | 角色   | 關係／暱稱                                                                                              |
| 羅樂林 | 樊 洪  | 阿塔 樊威、樊武、樊梨花之父 阿紫之家翁                                                                  |
| 莫家堯 | 樊 威  | 樊洪之長子 樊武、樊梨花之兄 阿紫之夫                                                                    |
| 林佩君 | 阿 紫  | 樊洪之媳 樊威之妻 樊武、樊梨花大嫂                                                                      |
| 韋家雄 | 樊 武  | 阿卡 樊洪之次子 樊威之弟 樊梨花之兄                                                                     |
| 宣 萱  | 樊梨花 | 梨花、妖女 樊洪之幼女 樊威、樊武之妹 薛丁山之妻 薛仁貴，柳金花之媳 薛應龍乾母 竇仙童結拜姐妹 第一集登场 |

### 其他演員
| 演員   | 角色     | 關係／暱稱                                                          |
| 羅敏莊 | 竇仙童   | 仙童 竇一虎之妹 薛丁山、薛金蓮好友 暗戀薛丁山 樊梨花結拜姐妹        |
| 陳國邦 | 薛應龍   | 樊梨花乾兒子 喜歡薛金蓮 曾追求樊梨花 第五集登场                     |
| 曾偉權 | 楊 藩    | 将军 陳金定之兄 曾和樊梨花提亲后被拒绝 於第20集被薛丁山和樊梨花殺死 |
| 李家聲 | 竇一虎   | 竇仙童之兄 薛丁山好友 暗恋薛金蓮                                    |
| 秦 煌  | 程咬金   | 鲁國公 薛仁貴之好友                                                 |
| 劉 江  | 陳 父    | 陳金定义父 薛丁山老師                                               |
| 余子明 | 福 伯    | 薛應龍管家                                                          |
| 雪妮   | 梨山老母 | 樊梨花師父                                                          |
| 廖啟智 | 李世民   | 唐太宗                                                              |
| 江 漢  | 李道宗   | 八王爺                                                              |
| 鄭家生 | 蘇 邦    | 蘇邦 杨藩手下 白虎關士兵                                            |

## 軼事
- 此劇為宣萱第15次被脅持。.   [2020-12-17]. （原始内容存档于2019-08-13）.事源在2012年，有網民發現，自1994年無綫電視劇集《餐餐有宋家》開始18年來，每逢宣萱參演的古裝劇、時裝劇甚至電影角色全被安排做人質被綁架，被脅持的武器包羅萬有，當中宣萱於1994年無綫電視劇集《餐餐有宋家》被原子筆脅持最為荒謬，但每次角色因「主角光環」而安然無恙。截至2012年無綫電視劇集《飛虎》為止，宣萱曾於21套無綫電視劇集竟被脅持了22次，當中宣萱於2011年無綫電視劇集《萬凰之王》更被脅持了兩次，加上2011年新加坡劇集《萬福樓》、1996年無綫電視電影《虎膽虹威》及1997年電影《檔案X殺人犯》，宣萱共被脅持了25次，大破影視界紀錄，堪稱「存活率最高的人質王」，甚至被戲言「有宣萱的地方就有綁架發生」。.   [2020-03-15]. （原始内容存档于2020-04-26）.

## 收視
以下為本劇於香港無綫電視翡翠台之收視紀錄：
| 週次 | 集數  | 日期                  | 平均收視 | 最高收視 |
| 1    | 01-05 | 2004年2月9日-2月13日  | 27點     |          |
| 2    | 06-10 | 2004年2月16日-2月20日 | 28點     |          |
| 3    | 11-15 | 2004年2月23日-2月27日 | 31點     |          |
| 4    | 16-20 | 2004年2月29日-3月5日  | 32點     |          |

## 獎項
| 頒獎典禮           | 獲獎獎項                         |
| ------------------ | -------------------------------- |
| 萬千星輝賀台慶2004 | 我最喜愛電視角色（樊梨花/宣 萱） |

## 外部連結
- 無綫電視官方網頁 - 烽火奇遇結良緣
- 無綫電視官方網頁(TVBI) - 樊梨花烽火奇遇結良緣 （页面存档备份，存于）

## 電視節目的變遷
| 無綫電視翡翠台黃昏劇集時段 星期一至五 17:55-18:30 | 無綫電視翡翠台黃昏劇集時段 星期一至五 17:55-18:30 | 無綫電視翡翠台黃昏劇集時段 星期一至五 17:55-18:30 |
| ------------------------------------------------- | ------------------------------------------------- | ------------------------------------------------- |
|                                                   | 烽火奇遇結良緣 （2009.06.12 - 2009.08.06）        |                                                   |
| 天子尋龍 （2009.04.16 - 2009.06.11）              | 西遊記（貳） （2009.08.07 - 2009.12.03）          |                                                   |